# 미하일 미슈스틴
미하일 블라디미로비치 미슈스틴(러시아어: Михаи́л Влади́мирович Мишу́стин, 문화어: 미하일 미슈스찐, 1966년 3월 3일 ~ )는 러시아의 정치인이자 경제학자로, 2020년 1월부터 러시아의 총리직을 수행하고 있다. 이전에는 2010년부터 2020년까지 러시아 연방 국세청(Федеральная налоговая служба, ФНС России)의 수장을 지냈다. 2020년 1월 15일, 러시아 대통령 블라디미르 푸틴은 드미트리 메드베데프 내각의 총사퇴로 러시아 정부 차기 총리에 미하일 블라디미로비치 미슈스틴 러시아 연방 국세청장을 지명했다. 다음날 국가두마에서 이 임명과 관련한 청문회가 열렸고 미슈스틴은 이 날부터 러시아의 총리직을 수행하게 되었다. 2020년 4월에는 코로나-19 양성 반응을 보이면서 안드레이 벨로우소프 러시아 연방정부 제1부의장이 2020년 4월부터 5월까지 러시아 총리 권한을 대행하였다.

## 어린 시절 및 경력
미슈스틴은 1966년 3월 3일, 모스크바 주 근교 로브냐의 미슈스틴 가에서 블라디미르 모이세예비치와 루이자 미하일롭나의 자식으로 태어났다. 그의 어머니 루이자 미하일롭나 미슈스티나는 아르한겔스크주 코틀라스 출신 사람이었고, 그의 아버지 블라디미르 모이세예비치 미슈스틴은 벨라루스 폴로츠크에서 유대계 벨라루스인으로 태어나 콤소몰 중앙위원회 구성원을 지낸 사람이었다. 미하일 블라디미로비치 미슈스틴 러시아 연방 정부의장은 1989년, 모스크바 국립기술대학 Станкин에서 시스템 공학 학위를 받고 1992년, 같은 대학 대학원 과정을 마쳤다. 1998년 러시아 연방 국세청에 합류한 이후 러시아 연방 국세청 차장과 러시아 연방 경제개발부 부동산 토지대장 관련 연방 기관의 책임자와 경제 특별 구역 관리 관련 연방 기관의 책임자를 지낸 미슈스틴은 2008년, 공무원을 그만두고 민간 부문으로 돌아와 투자 분야 사업을 시작하였다. 2009년, 드미트리 메드베데프 러시아 연방 대통령의 인사 목록에 들면서 다시 공무원 생활을 하게 되었고 2010년에는 러시아 연방 국세청장에 임명되었다.

## 러시아 연방 국세청장
2010년, 당시 러시아 연방 총리였던 블라디미르 푸틴은 미슈스틴을 러시아 연방 국세청장에 임명하였다. 미슈스틴은 러시아 연방 국세청장으로 일하면서 숙련된 기술 관료 (테크노크라트) 라는 명성을 얻었으며, 미슈스틴이 러시아 연방 국세청장으로 재임하는 기간 동안 러시아 연방 국세청에서는 급격한 세금 체계 간소화와 세무 행정 전산화가 이루어졌다. 하지만 이 기간 동안 러시아 연방 국세청은 지나치게 엄격한 사업 접근 방식으로 비판을 받으면서 다수의 인물들과 충돌을 빚었다. 이에 미슈스틴 국세청장은 대기업 및 중소기업 관련 현장 세무 감사 및 세무 조사 수가 감소한 것을 지적하면서 이러한 비판에 정면으로 맞섰다.

## 총리
2020년 1월 15일, 그의 전임 총리인 드미트리 메드베데프를 비롯한 러시아 연방 정부의 구성원들이 총사퇴하면서 러시아의 대통령 블라디미르 푸틴은 미하일 미슈스틴 러시아 연방 국세청장을 차기 러시아 연방 총리직에 지명하였다. 푸틴 대통령의 주장에 따르면 그는 4명의 총리 후보를 제안 받았지만, 미하일 미슈스틴 연방 국세청장은 그 가운데에서 한 명은 아니었다고 한다. 다음 날 미슈스틴 연방 국세청장은 국가두마의 승인을 받아 블라디미르 푸틴 대통령의 포고령으로 러시아 연방 총리에 임명되었다. 역대 러시아의 총리중에서 미슈스틴이 국가두마에서 어떤 반대표 없이 인준된 것은 이 때가 처음이다.

## 사생활
미슈스틴은 결혼했으며 세 아들이 있다. 아이스하키를 즐기는 미슈스틴은 모스크바를 연고지로 하는 HC CSKA 모스크바의 열렬한 팬이기도 하다. 미슈스틴과 푸틴 대통령은 스포츠를 향한 공통된 열정으로 상호관계를 발전시켜온 것으로 알려졌다. 아마추어 음악가이자 피아니스트이기도 한 미하일 미슈스틴은 취미로 러시아 싱어송라이터 그리고리 렙스를 포함해 팝 음악을 작곡하기도 했다.
2020년 1월 16일, 러시아 연방에 기반을 둔 반부패 재단은 미하일 미슈스틴에게 그의 아내가 9년 동안 어떻게 거의 8억 루블을 벌었는지 해명해줄 것을 요청하였다. 1월 19일, 코메르산트 지는 미슈스틴 총리의 모든 재정 활동에 관한 상세한 분석 내용을 발표하였다. 2010년 다시 공무원이 되면서 미슈스틴 러시아 연방 국세청장은 러시아 법률에 따라 모든 자산과 투자 프로젝트를 자신의 아내에게 양도하였다. 그 때부터 미슈스틴 러시아 연방 국세청장의 아내 블라데나 미슈스티나가 배당금을 받기 시작했으며 이는 공식 선언으로 확인되었다. 코메르산트의 보도에 따르면, 이 자산의 상당 부분은 2013년과 2014년에 매각되었으며 수익금은 이자를 받으려는 목적으로 예금 계좌에 입금되었다고 한다.
2020년 4월, 러시아의 코로나19 범유행 속에서 코로나바이러스감염증-19 양성 반응을 보였다. 화상 통화로 자신의 코로나19 감염 사실을 블라디미르 푸틴 러시아 연방 대통령에게 알린 뒤 자가격리에 들어갔다. 푸틴 대통령은 조의를 표하며 미슈스틴 총리에게 빠른 쾌유를 기원하였다. 미슈스틴은 자신의 코로나-19 감염을 대중에게 공개한 첫 러시아 연방 고위층 인물이었다.
미슈스틴의 여동생 나탈리아 블라디미로브나 스테니나(Наталья Владимировна Стенина)는 2008년부터 2020년까지 러시아 연방의 사업가이자 부동산 개발업자인 알렉산드르 예브게니예비치 우도보프와 결혼 생활을 했었다. 알렉세이 나발니의 주장에 따르면, 알렉산드르 우도보프는 뉴욕 시에 있는 여러 아파트의 실소유주였다고 한다.